# Années 1180 av. J.-C.
Les années 1180 av. J.-C. couvrent les années de 1189 av. J.-C. à 1180 av. J.-C.

## Événements

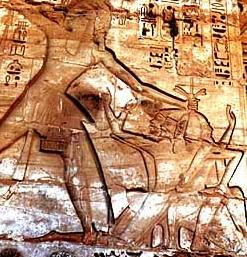
Ramsès III victorieux des Peuples de la mer, relief du temple de Médinet Habou. Certains des peuples vaincus sont employés comme troupes d’occupation et mercenaires en Palestine, tel les Peleset, les seuls qui soient bien identifiés, où leurs descendants, les Philistins, formeront la classe dominante puis se mêleront aux Israéliens. Leurs cités seront Gaza, Ashkelon, Ashdod, Ekron et Gath. Originaires de Caphtor (Crète ou Cappadoce ?) selon le Livre d’Amos, ils ont donné leur nom à la Palestine. Leur exemple peut illustrer un phénomène plus général du processus d’invasion et d’implantation des Peuples de la mer sur des terres dont les anciens occupants sont écartés. L’absence de traces archéologiques ne permet cependant pas de définir les aspects matériels de leur civilisation ni de prouver qu’ils soient responsables des destructions que l’archéologie constate dans toutes les cités de la Syrie côtière ou intérieure au début du XIIe siècle. On comprend assez mal la rareté des mentions concernant cette crise et les raisons qui ont fait s’effondrer les cités pour plusieurs dizaines d’années, parfois pour plus d’un siècle ou deux. Ce sont peut-être, dans un contexte général de crise économique et sociale, les attaques répétées de groupes dont il ne faut pas exagérer l’importance en s’appuyant sur la seule inscription de Ramsès III concernant les Peuples de la mer, jusqu’au moment où la désorganisation n’a plus laissé à la résistance aucune chance de se maintenir.

- 1190 av. J.-C. : bataille de Djahy. En l’an 8 du règne de Ramsès III, une confédération des Peuples de la mer (Peleset, Tjekker, Shekelesh, Denyen, Oueshesh, Shardanes et Teresh) se constitue, avec pour centre le pays d’Amourrou[4]. Ramsès III organise ses forces, marche le long du littoral asiatique et arrête les Peuples de la mer grâce à ses chars et son infanterie. Les navires ennemis pénètrent dans les bouches du Nil, mais sont pris à revers par la flotte égyptienne tandis que, sur la rive, Ramsès III et ses archers font pleuvoir des flèches sur les vaincus.
  - Ramsès laisse les Shardanes et les Oueshesh s’installer pacifiquement en Égypte[5] où, établis dans des forteresses, ils travaillent pour lui, livrant des grains et tissant des vêtements. Oueshesh et Tjekker pourraient être originaires du Nord-Ouest de l’Anatolie (Wilusa/Ilios  des Hittites, Tencri de Troade. Tencer est le fondateur légendaire de Salamis à Chypre)[6]. Les Tjekker (peuple de marin, pirates plus que commerçants) s’installent à Tel Dor au sud du mont Carmel[5],[7]. Les Denyen semblent être les Danuna des lettres d’Amarna, originaires du nord de l’Oronte (Hatay). On a pensé y reconnaître les Danaoi d’Homère. Peut être sont-ils devenus la tribu biblique de Dan[8]. Des groupes de Shardanes auraient séjourné quelque temps à Chypre puis ont peut-être donné leur nom à la Sardaigne au IXe siècle av. J.-C.[9].

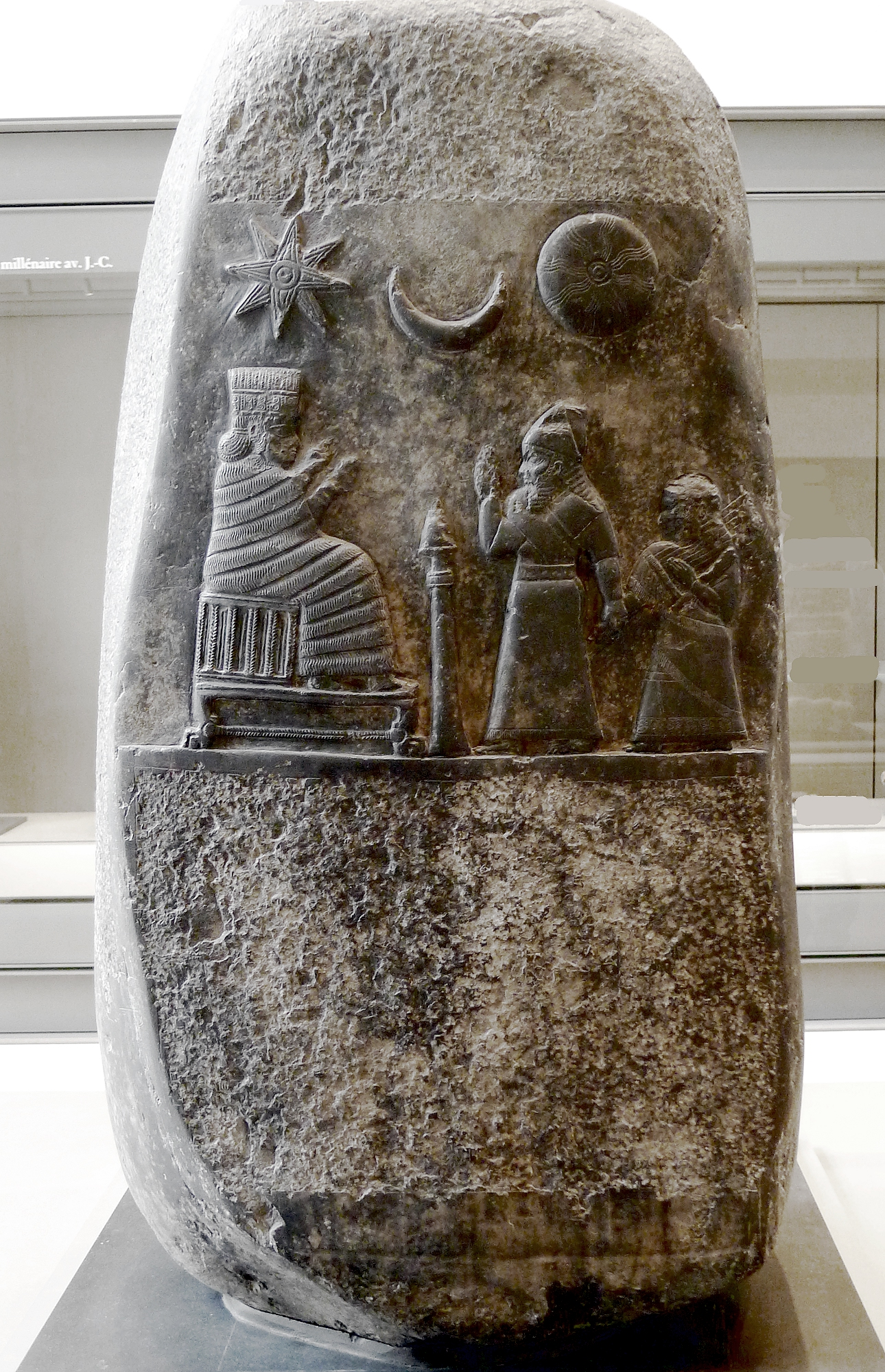
Kudurru de Meli-Shipak.

- 1188-1174 av. J.-C.[10] : règne de Melishipak, roi kassite de Babylone[11].
- 1187 av. J.-C. : en l’an 11 de son règne, Ramsès III affronte et vainc les Libou, Meshwesh, Timihou, Tjehenou et Seped menés par Mesher, fils de Kaper, qui tentaient de s’installer en Égypte[12]. Libou et Meshwesh s’installent pacifiquement dans le 17e nome de Basse Égypte.
- 1187 av. J.-C. ou peu après (an 2 du règne de Melishipak)[10] : effondrement de la ville d’Emar en Syrie[13]. Le palais, les temples et un certain nombre d’habitations sont incendiés. Mais toute la ville ne subit pas le feu pour autant et nombreuses sont les habitations simplement abandonnées sans doute avant l’attaque ; l’absence de matériel laisse penser qu’elles étaient déjà dans cet état depuis un certain temps. Dans ce cas l’impression domine que l’assaut final s’est réalisé contre une cité déjà vidée de ses forces vives, comme si un marasme avait précédé la conflagration.

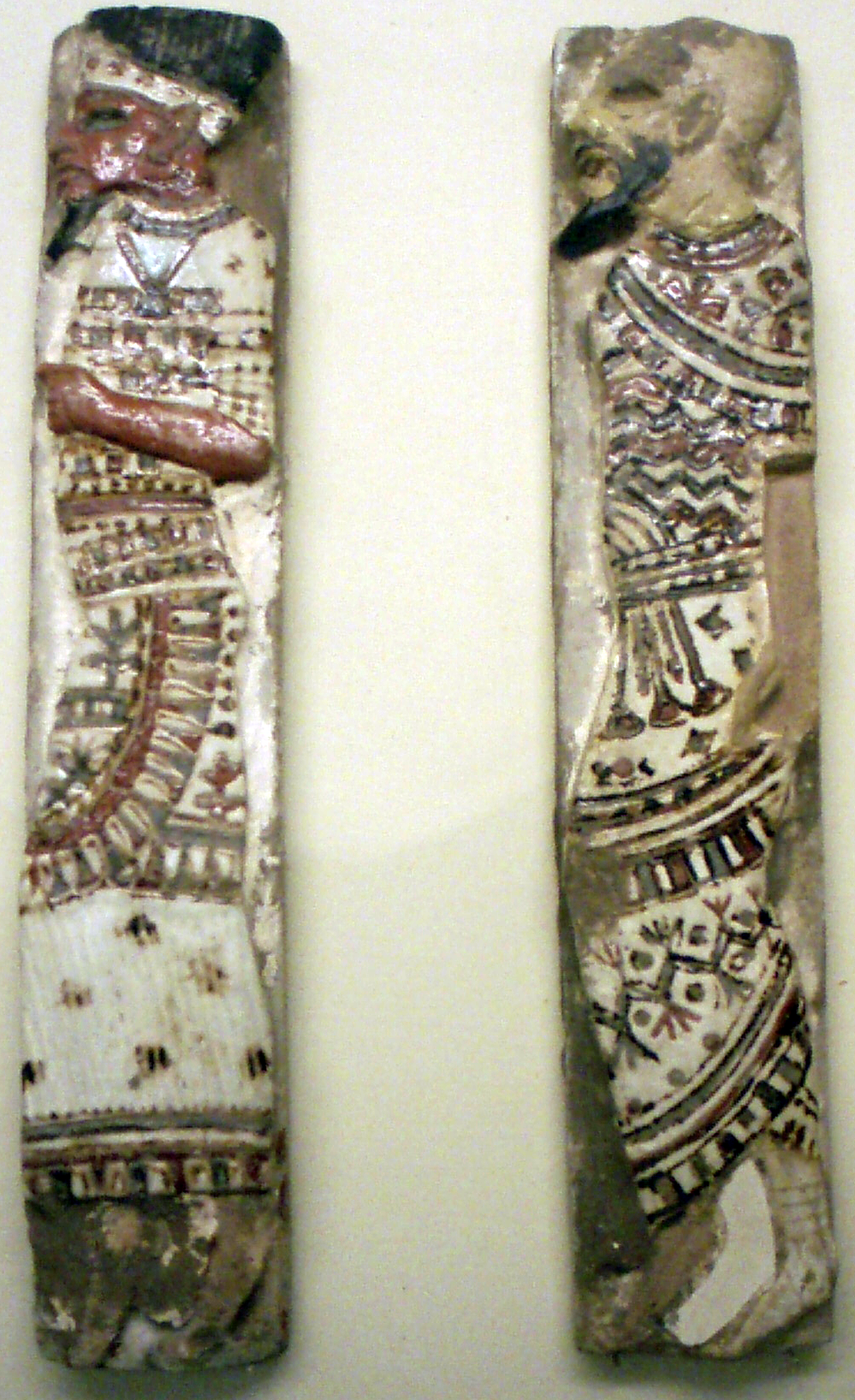
Prisonniers Amorrites et Philistins, verre et faïence découvert aux palais royal de Médinet Habou

- 1186 av. J.-C. : en l’an 12 de son règne peut-être, Ramsès III mène des guerres en Asie[14]. Il remonte au-delà d’El Qantara, dans des pays où la situation était anarchique et qui étaient livrés aux massacres et aux pillages des différents envahisseurs. Il s’empare d’abord d’une forteresse syrienne, dont le nom n’est pas indiqué. Puis il prend Tounip, dans la région de Qadech. Après la prise d’une autre forteresse en pays d’Amourrou, il remonte jusqu’à l’Euphrate où il s’empare de deux cités « hittites »[15]. L’Égypte est sauvée. Les routes de terre et de mer sont à nouveau libres et disponibles pour le commerce égyptien (expéditions commerciales vers le pays de Pount et le Sinaï).
- 1185-1134 av. J.-C.[10] : règne de Shutruk-Nahhunté Ier, roi d’Élam[11].
- 24 avril 1184 av. J.-C. : date traditionnelle de la chute de Troie[16].
- 1183 av. J.-C. : en l’an 15 de son règne, Ramsès III fait procéder à un grand recensement des temples d’Égypte[4]. Le papyrus Harris énumère les fondations religieuses de Ramsès III et les donations faite aux temples[14]. Les richesses dont disposent les temples d’Égypte sont considérables (1/7e des terres cultivables de l’Égypte, dont les 3/4 pour Amon). Ramsès III tente de favoriser d’autres familles sacerdotales que celle de Thèbes.
- 1181 av. J.-C. : Ménesthée, roi d'Athènes légendaire et vétéran de la guerre de Troie, meurt après un règne de 23 ans, son neveu Démophon, un fils de Thésée, lui succède[17]. D'autres récits placent sa mort une décennie avant durant la guerre de Troie.